# Iva Knapová-Kalibánová-Kusynová
Iva Knapová-Kalibánová-Kusynová (ur. 2 lipca 1960 w Pardubicach) – czechosłowacka zawodniczka startująca w biegach na orientację.

## Życiorys
Zdobyła srebrny medal w sztafecie na Mistrzostwach Świata w Biegu na Orientację w 1983 roku w Zalaegerszeg, startując w drużynie wraz z Evą Bártovą, Jana Hlaváčovą i Adą Kuchařovą. Na Mistrzostwach Świata w Biegu na Orientację 1987 w Gérardmer zdobyła brązowy medal w sztafecie z drużyną, w której skład weszły jeszcze: Iva Slaninová, Ada Kuchařová i Jana Galíková. Trenowała w klubie OK Lokomotiva Pardubice, który działa od 2002 roku i jest największym klubem na orientację w Republice Czeskiej. W 2008 i 2009 roku zdobyła Puchar Czech w biegu weteranów.